# Földi dinamikus idő
Elsősorban csillagászok, de mások számára is szükséges lehet egy folyamatosan haladó időskála, amiben nincsenek szabálytalanságok és nem kell a Föld kiszámíthatatlan forgásához igazítani.
Erre a célra a természetes válasz a nemzetközi atomidő (TAI) lenne, amit 1972 óta erre a célra használtak, egy konstans közbeiktatásával, hogy megfeleljen a manapság már nem használt efemerisz időnek (angol rövidítéssel: ET).
Az így korrigált időskála földi dinamikus idő néven ismert (angol megnevezése: Terrestrial Time, rövidítve: TT, korábbi neve: Terrestrial Dynamic Time,  rövidítve: TDT):
TT = TAI + 32,184 s
A legtöbb célra a két időskála, az ET és a TT azonosnak tekinthető: az ET 1958 előtt volt használatban, míg a TT 1958 után, napjainkig. Ugyanolyan sebességgel telik, mint a TAI.
A „TT nap” pontosan 86 400 SI másodpercet tartalmaz.
A földi dinamikus idő egy független változó, amit például Newton törvényei alkalmaznak. A gyakorlatban a TT egy módszer arra, hogy az UTC-be szökőmásodpercet iktassanak be.
A földi dinamikus idő egy földi időskála, amit vagy a Földön történő események, vagy a nagy távolságban, de a Földön megfigyelt események időpontjának rögzítésére használnak. Például a Föld körül keringő műholdak helyzetének megadása ebben az időskálában történik.